# Kommer nå
Kommer nå är ett musikalbum med Stein Ove Berg utgivet som LP och kassett 1974 av skivbolaget EMI.

## Låtlista
Sida 1
1. "Kommer nå" – 3:45
2. "Rollebytte i oppgang A" (Arve Torkelsen/Stein Ove Berg) – 3:25
3. "Desimal og strikk" – 1:27
4. "Den blinde kunne se" (Irsk trad./norsk text: Stein Ove Berg) – 3:23
5. "Bilfri søndag" – 2:36
6. "Søppelmannens etterjulsvise" – 2:51

Sida 2
1. "Visa om deg" – 3:10
2. "Fatter'ns lille lullaby" (Stein Ove Berg/Leif S. Berg) – 3:17
3. "Sang til høsten" – 2:06
4. "Manda morra' blues" – 3:49
5. "Shopping på akebrett" – 1:46
6. "Familien Hansen" – 2:27
7. "Om liljer" – 0:51

- Alla låtar skrivna av Stein Ove Berg där inget annat anges.

## Medverkande
Musiker
- Stein Ove Berg – sång, gitarr
- Willy Andresen – piano, vibrafon, tamburin, arrangement
- Alf Blyverket – dragspel, vibrafon, maracas
- Sigmund Groven – munspel
- Ivar Hauge – violin
- Bernt Anker Steen – trumpet
- Tor Hauge – gitarr
- Håkon Nielsen – basgitarr
- Per Nyhaug – percussion

Produktion
- Erik Botolfsen – musikproducent
- Ingar Helgesen – ljudtekniker
- Ola Johansen – ljudtekniker
- Otto Nielsen – omslagsdesign
- Kay Borgeteien – foto